# Mikey Lopez
Miguel A. Lopez, detto Mikey (Dallas, 20 febbraio 1993), è un calciatore statunitense, centrocampista del Portland Hearts of Pine.

## Palmarès

### Competizioni nazionali
- Campionato MLS: 1

Sporting Kansas City: 2013
- U.S. Open Cup: 1

Sporting Kansas City: 2015